# Espai de Fréchet
|  | Per a altres significats, vegeu «Espai T1». |

En anàlisi funcional i àrees relacionades de les matemàtiques, un espai de Fréchet, nom provinent de Maurice Fréchet, són un tipus d'espais vectorials topològics. Són la generalització dels Espais de Banach (espais vectorials normats que són complets respecte a la mètrica provinent de la norma). Els espais de Fréchet són espais localment convexos que són complets respecte a una mètrica translacionalment simètrica. Al contrari que als espais de Banach, la mètrica no necessàriament prové d'una norma.
Tot i que l'estructura topològica dels espais de Fréchet és més complicada que la dels espais de Banach degut a la falta de norma, molts resultats importants per a l'anàlisi funcional, com el teorema de la funció oberta, el teorema de la gràfica tancada i el teorema de Banach–Steinhaus, s'hi segueixen complint.
Espais de funcions contínuament diferenciables són exemples típics d'espais de Fréchet.

## Definicions
Els espais de Fréchet es poden definir de dues maneres equivalents. La primera implica una mètrica translacionalment simètrica, mentre que la segona implica una família numerable de seminormes.
Un espai vectorial topològic X és un Espai de Fréchet si i només si satisfà les tres propietats següents:
- És localment convex.[a]
- La seva topologia pot ser induïda per una mètrica translacionalment simètrica, p.e. una mètrica d: X × X → R tal que d(x, y) = d(x+a, y+a) per qualssevol a,x,y a X. Això vol dir que un subconjunt U de X és obert si i només si per qualssevol u a U existeix ε > 0 tal que {v : d(v, u) < ε} és subconjunt d' U.
- Qualsevol mètrica translacionalment simètrica que indueixi la topologia és completa; en altres paraules, X és un espai topològic complet.

Noti's que no hi ha una noció de distància natural entre dos punts d'un espai de Fréchet: moltes mètriques translacionalment simètriques poden induir la mateixa topologia.
La definició alternativa (i en certa manera més pràctica) és la següent: un espai topològic X és un espai de Fréchet si i només si satisfà les següents tres propietats:
- és un espai de Hausdorff.
- la seva topologia pot ser induïda per una família numerable de seminormes ||·||k, k = 0,1,2,... Això vol dir que U de X és obert si i només si per qualsevol u in U existeix K ≥ 0 i ε > 0 tals que {v : ||v - u||k < ε per qualsevol k ≤ K} és un subconjunt d' U.
- és complet respecte la família de seminormes.

Una família {\displaystyle {\mathcal {P}}} de seminormes a {\displaystyle X} topologia de Hausdorff si i només si:
{\displaystyle \bigcap _{||\cdot ||\in {\mathcal {P}}}\{x\in X:||x||=0\}=\{0\}.}
Una seqüència (xn) a X convergeix a x a l'espai de Fréchet definit per una família de seminormes si i només si convergeix a x respecte a cadascuna de les seminormes.

## Construcció dels espais de Fréchet
Recordem que una seminorma ǁ ⋅ ǁ és una funció d'un espai vectorial X als nombres reals que satisfà les propietats, per qualsevol x i y a X i qualssevol escalars c:
{\displaystyle \|x\|\geq 0}
{\displaystyle \|x+y\|\leq \|x\|+\|y\|}
{\displaystyle \|c\cdot x\|=|c|\|x\|}
Si ǁxǁ = 0 implica x = 0, aleshores ǁ ⋅ ǁ és una norma. D'altra banda, les seminormes són útils per a construir espais de Fréchet.
Per construir un espai de Fréchet, normalment es comença amb un espai vectorial X i es defineix una família numerable de seminormes ǁ ⋅ ǁk sobre X amb les següents propietats:
- si x ∈ X i ǁxǁk = 0 per qualsevol k ≥ 0, aleshores x = 0;
- si (xn) és una sèrie a X que és de Cauchy respecte a qualsevol seminorma ǁ ⋅ ǁk, aleshores existeix x ∈ X tal que (xn) convergeix a x respecte a cada seminorma ǁ ⋅ ǁk.

Aleshores la topologia induïda per aquestes seminormes converteix X en un espai de Fréchet; la primera propietat implica que és Hausdorff, i la segona implica que és complet. Una mètrica completa translacionalment simètrica que indueix la mateixa topologia a X pot ser definida per:
{\displaystyle d(x,y)=\sum _{k=0}^{\infty }2^{-k}{\frac {\|x-y\|_{k}}{1+\|x-y\|_{k}}}\qquad x,y\in X.}
Noti's que la funció u → u/(1+u) situa [0, ∞) monòtonament a [0, 1) i, per tant, la definició anterior assegura que d(x, y) és "petita" si i només si existeix K "gran" tal que ǁx - yǁk és "petita" per k = 0, …, K.

## Exemples
- Qualsevol espai de Banach és un espai de Fréchet, ja que la norma indueix una mètrica transacionalment simètrica i l'espai és complet respecte a aquesta mètrica.
- L'espai vectorial C∞([0, 1]) de totes les funcions contínuament derivables ƒ: [0,1] → R esdevé un espai de Fréchet amb totes les seminormes

{\displaystyle \|f\|_{k}=\sup\{|f^{(k)}(x)|:x\in [0,1]\}}
Per qualsevol enter no negatiu k. Aquí, ƒ(k) denota la k-èssima derivada de ƒ, i ƒ(0) = ƒ.
En aquest espai de Fréchet, una sèrie (ƒn) de funcions convergeix a l'element ƒ de C∞([0, 1]) si i només si per qualsevol enter no negatiu k, la sèrie ({\displaystyle f_{n}^{(k)}}) convergeix uniformement cap a ƒ(k).
- L'espai vectorial C∞(R) de totes les funcions contínuament diferenciables ƒ: R → R esdevé un espai de Fréchet amb les seminormes

{\displaystyle \|f\|_{k,n}=\sup\{|f^{(k)}(x)|:x\in [-n,n]\}}
per qualssevol enters k, n ≥ 0.
- L'espai vectorial Cm(R) de totes les funcions diferenciables m cops ƒ: R → R esdevé un espai de Fréchet amb les seminormes

{\displaystyle \|f\|_{k,n}=\sup\{|f^{(k)}(x)|:x\in [-n,n]\}}
per qualssevol enters n ≥ 0 i k=0, ...,m.
- Sigui H l'espai de les funcions enteres (holomòrfiques a tot el domini) al pla complex. Aleshores la família de seminormes

{\displaystyle \|f\|_{n}=\sup\{|f(z)|:|z|\leq n\}}
converteix H en un espai de Fréchet.
- Sigui H l'espai de les funcions enteres de tipus exponencial τ. Aleshores la família de seminormes

{\displaystyle \|f\|_{n}=\sup _{z\in \mathbb {C} }\exp \left[-\left(\tau +{\frac {1}{n}}\right)|z|\right]|f(z)|}
converteix H en un espai de Fréchet.
- Si M és un espai compacte C∞-varietat i B és un espai de Banach, aleshores el conjunt C∞(M, B) de totes les funcions contínuament diferenciables ƒ: M → B pot ser convertit en un espai de Fréchet fent servir com a seminormes el suprem de les normes de totes les derivades parcials. Si M és una (no necessàriament compacta) C∞-varietat que admet una sèrie numerable Kn de subconjunts numerables, tals que cada subconjunt numerable de M està contingut en almenys un Kn, aleshores els espais Cm(M, B) i C∞(M, B) són també espais de Fréchet de manera natural.

Com a cas especial, cada varietat completa M, contínuament diferenciable i de dimensió finita, pot ser convertida en una tal unió de subconjunts compactes, equipant-la amb una mètrica de Riemann g que indueix una mètrica d(x, y), escollint x a M, i sent
{\displaystyle K_{n}=\{y\in M|d(x,y)\leq n\}\ .}
Sigui M una C∞-varietat compacta i V un fibrat vectorial sobre M. Anomenem C∞(M, V) l'espai de les seccions contínuament diferenciables de V sobre X. Esculli's mètriques i connexions de Riemann, que existeixen necessàriament, als fibrats TX i V. Si s és una secció, anomenem Djs la seva j-èssima derivada covariant. Aleshores
{\displaystyle \|s\|_{n}=\sum _{j=0}^{n}\sup _{x\in M}|D^{j}s|}
(on |⋅| és la norma induïda per la mètrica de Riemann) és una família de seminormes que converteix C∞(M, V) en un espai de Fréchet.
- L'espai Rω de totes les successions reals esdevé un espai de Fréchet si definim la k-èssima seminorma d'una sèrie com al valor absolut del k-èssim element de la sèrie. La convergència en aquest espai de Fréchet és equivalent a la convergència en termes dels elements.

No tots els espais vectorials amb mètriques completament translacionalment simètriques són espais de Fréchet. Un exemple és l'espai Lp([0, 1]) amb p < 1. Aquest espai no és localment convex. És un F-espai.

## Propietats i nocions addicionals
Si un espai de Fréchet admet una norma contínua, podem prendre totes les seminormes com a normes afegint aquesta norma contínua a cadascuna. Un espai de Banach, C∞([a,b]), C∞(X, V) amb X compacte, i H admeten normes, mentre que Rω i C(R) no ho fan.
Un subespai tancat d'un espai de Fréchet també és de Fréchet. El quocient d'un espai de Fréchet per un subespai tancat també és de Fréchet. La suma directa d'un nombre finit d'espais de Fréchet és també de Fréchet.
Moltes eines d'anàlisi funcional basades en el teorema de categories de Baire romanen certes als espais de Fréchet, com per exemple el teorema de la gràfica tancada i el teorema de la funció oberta.
Tots els espais de Fréchet són estereotips. En la teoria d'espais estereotip els espais de Fréchet són duals respecte als espais de Brauner.

## Diferenciació de funcions
Si X i Y són espais de Fréchet, aleshores l'espai L(X,Y) de totes les aplicacions lineals contínues d' X a Y no és un espai de Fréchet de cap manera natural. Aquesta és una gran diferència entre la teoria dels espais de Banach i la dels espais de Fréchet i requereix una definició diferent per la diferenciabilitat contínua de funcions definides als espais de Fréchet, la derivada de Gâteaux:
Suposant que X i Y són espais de Fréchet, U és un subconjunt obert de X, P: U → Y és una funció, x ∈ U i h ∈ X. Diem que P és diferenciable a x en la direcció h si el límit
{\displaystyle D(P)(x)(h)=\lim _{t\to 0}\,{\frac {1}{t}}{\Big (}P(x+th)-P(x){\Big )}}
existeix. Es diu que P és contínuament diferenciable a U si
{\displaystyle D(P):U\times X\to Y}
és contínua. Com el producte d'espais de Fréchet és de Fréchet, podem diferenciar D(P) i definir les derivades majors de P d'aquesta manera.
L'operador derivada P : C∞([0,1]) → C∞([0,1]) definit per P(ƒ) = ƒ′ és en si mateix infinitament diferenciable. La primera derivada ve donada per
{\displaystyle D(P)(f)(h)=h'}
per qualssevol dos elements ƒ i h a C∞([0,1]). Aquest és un gran avantatge de l'espai de Fréchet C∞([0,1]) sobre l'espai de Banack Ck([0,1]) per a k finit.
Si P : U → Y és una funció contínuament diferenciable, aleshores l'equació diferencial
{\displaystyle x'(t)=P(x(t)),\quad x(0)=x_{0}\in U}
no necessàriament té solució, i, encara que en tingui, les solucions no necessàriament són úniques. Això és un gran contrast amb la situació als espais de Banach.
El teorema de la funció inversa no es compleix als espais de Fréchet; n'és un substitut parcial el teorema de Nash-Moser.

## Varietats de Fréchet i grups de Lie
Es pot definir les varietats de Fréchet com espais que "s'assemblen localment" a espais de Fréchet (de la manera que les variacions ordinàries s'assemblen localment a un espai euclidià Rn), i un pot estendre, doncs, el concepte de grup de Lie a aquestes varietats. Això és útil, ja que per a C∞-varietat M (ordinària) compacta, el conjunt de tots C∞ difeomorfismes ƒ: M → M forma un grup de Lie generalitzat en aquest sentit, i aquest grup de Lie captura les simetries de M. Algunes de les relacions entre les àlgebres de Lie i els grups de Lie es mantenen vigents.
Un altre exemple important de grup de Lie de Fréchet és el grup bucle d'un grup de Lie G compacte, els morfismes contínuament derivables (C∞) γ : S¹ → G, multiplicats puntualment per (γ1 γ₂)(t) = 
γ1(t) γ₂(t).

## Generalitzacions
Si no exigim que l'espai sigui localment convex, obtenim F-espais: espais vectorials amb mètriques completament translacionalment simètriques.
Els espais LF són límits inductius numerables dels espais de Fréchet.